# Wardell (Australie)
Pour les articles homonymes, voir Wardell.
Wardell est une localité australienne située dans la zone d'administration locale du comté de Ballina, dans la région des Rivières du Nord dans l'État de Nouvelle-Galles du Sud, en Australie.
Wardell se trouve au sud d'Uralba, au nord de Wardell Est, à l'ouest d'Empire Vale et à l'est de Bagotville.
La population s'élevait à 832 habitants en 2016.